# Brandon T. Jackson
Brandon Timothy Jackson (ur. 7 marca 1984 w Detroit) – amerykański aktor, komik stand upowy. Zdobywca nagrody Black Reel, także dwukrotnie nominowany do tej nagrody.

## Wybrana filmografia
- Ali (2001) – Bywalec klubu
- Zabawy z bronią (Bowling for Columbine, 2002) –
- Roll Bounce (2005)
- Cuttin' da Mustard (2006) – Rolo
- Jaja w tropikach (Tropic Thunder, 2008) – Alpa Chino
- Dzień, w którym zatrzymała się Ziemia (The Day the Earth Stood Still, 2008) – Technik
- Percy Jackson i bogowie olimpijscy: Złodziej pioruna (Percy Jackson & the Olympians: The Lightning Thief, 2010) – Grover Underwood
- Agent XXL: Rodzinny interes (Big Mommas: Like Father, Like Son, 2011) – Trent Pierce/Charmaine Daisy Pierce
- Percy Jackson: Morze potworów (Percy Jackson: Sea of Monsters, 2013) – Grover Underwood